# Kostel Narození Panny Marie (Szałsza)
Kostel Narození nejsvětější Panny Marie (polsky: Kościół Narodzenia Najświętszej Maryi Panny) je historický římskokatolický dřevěný kostel v obci Szałsza, gmina Zbrosławice, okres Tarnovské Hory, Slezské vojvodství a náleží k děkanátu Gliwice-Sośnica, diecéze gliwická, je filiálním kostelem farnosti svatého Jana Křtitele (Gliwice-Żerniki).
Dřevěný kostel je v seznamu kulturních památek Polska pod číslem A/277/09 z 2. listopadu 1956 a z 7. března 1960 a je součástí Stezky dřevěné architektury v Slezském vojvodství.

## Historie
První kostel byl postaven kolem roku 1460, současný pochází z roku 1554, věž byla postavena po roce 1571. V první polovině 17. století do roku 1655 byl protestantským kostelem, který náležel pod farnost v Ziemnięcicích. Po roce 1655 se stal filiálním kostelem katolické farnosti v Szobiszowicích. V roce 1715 byl kostel opraven. V roce 1784 byl kostel zničený vichřicí a znovu opraven. V roce 1968 vyhořel. Kostel byl opravován letech 1910–11 a 2009. Do roku 1930 byl filiálním kostelem římskokatolické farnosti Gliwice-Szobiszowice.

## Architektura
Jednolodní orientovaná dřevěná stavba roubené konstrukce na podezdívce, bedněna šindelem. Stavebním dřívím bylo jedlové dřevo. Závěr lodi (kněžiště) má obdélníkový půdorys a je nižší než loď. Sakristie se nachází na severní straně kněžiště. Loď má půdorys obdélníkový. Sedlová střecha lodi a kněžiště je krytá šindelem. Sanktusník je ukončen zvonovou bání, pochází z roku 1719. V ose západního průčelí je přisazena čtyřboká dřevěná věž štenýřové konstrukce zakončena jehlancovou střechou, která je krytá šindelem. K věži je zboku přistavěna přístavba (márnice).

## Interiér
V lodi je plochý strop, v kněžišti je valbový. V západní části je hudební kruchta podepřená čtyřmi sloupy. Vnitřní vybavení je převážně z 19. století. Hlavní oltář je barokní s gotickým obrazem Matky Boží s dítětem obklopenou dvanácti apoštoly, který pochází pravděpodobně z roku 1460. Boční oltáře jsou pozdně barokní s úpravami prováděnými v 19. století. V kostele se nachází ambona a pánská lóže jsou neobarokní a pochází z 19. století. Na hudební kruchtě se nacházely původní varhany do roku 1969. Byly zničené při požáru kostela. Novém varhany byly v roce 2017 přemístěny z evangelického kostela ve Wuppertalu (Německo).

## Okolí
Kostel je obklopen hřbitovem, na kterém se nachází hrobka Groelingů (von Gröling) majitelů vesnice a blízkého zámku.

## Galerie

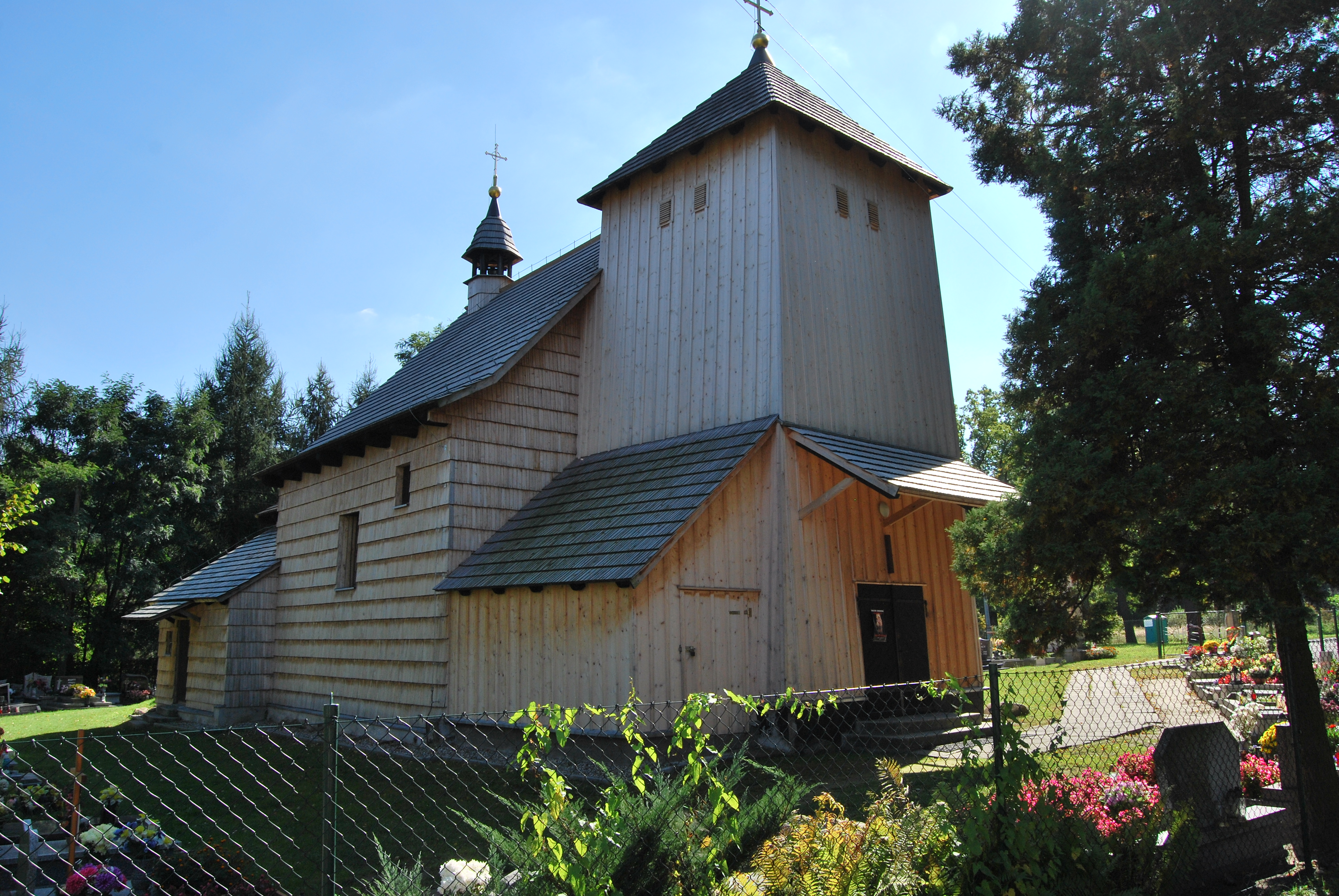
Kostel Nejsvětější Panny Marie
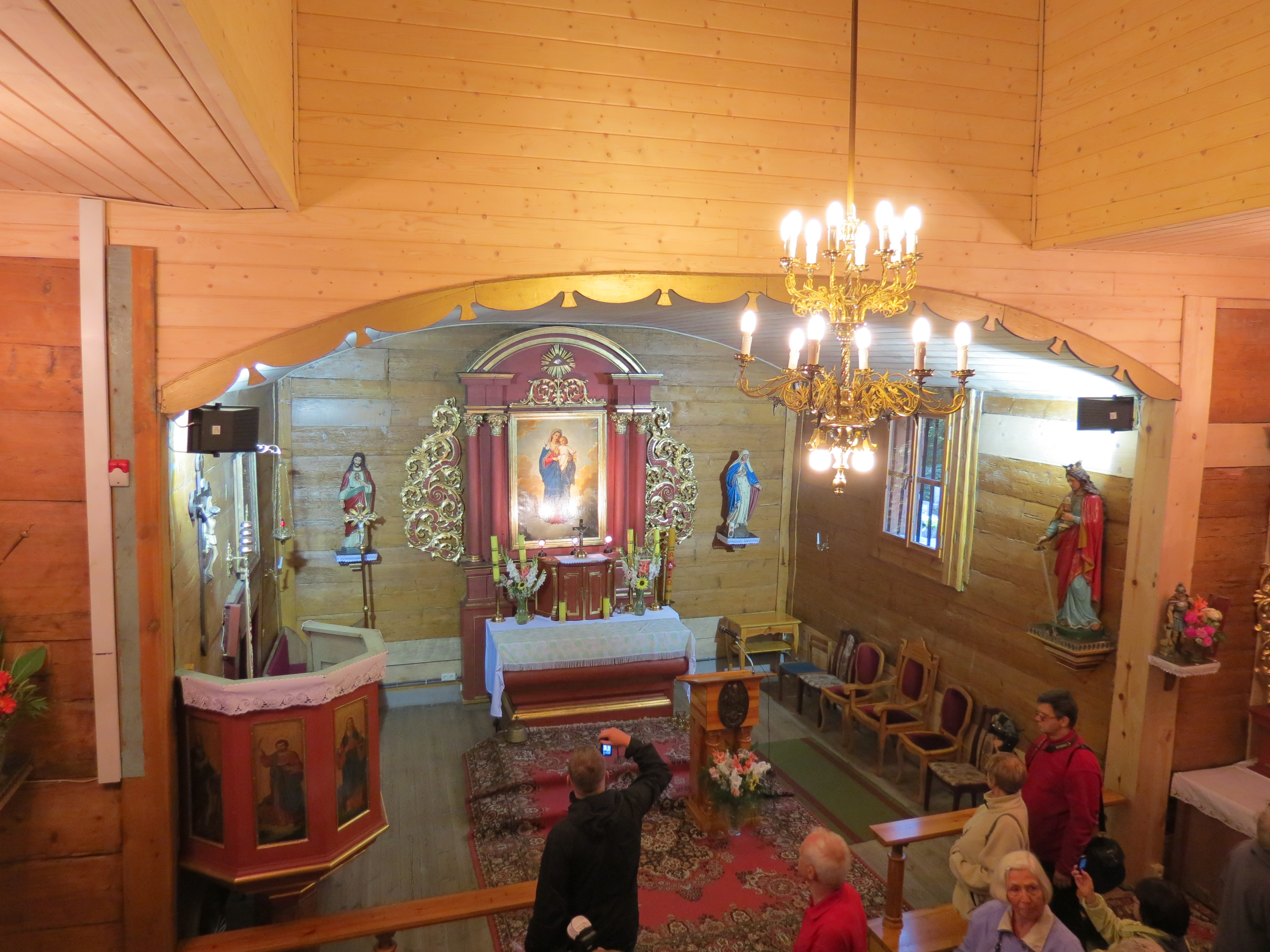
Kněžiště
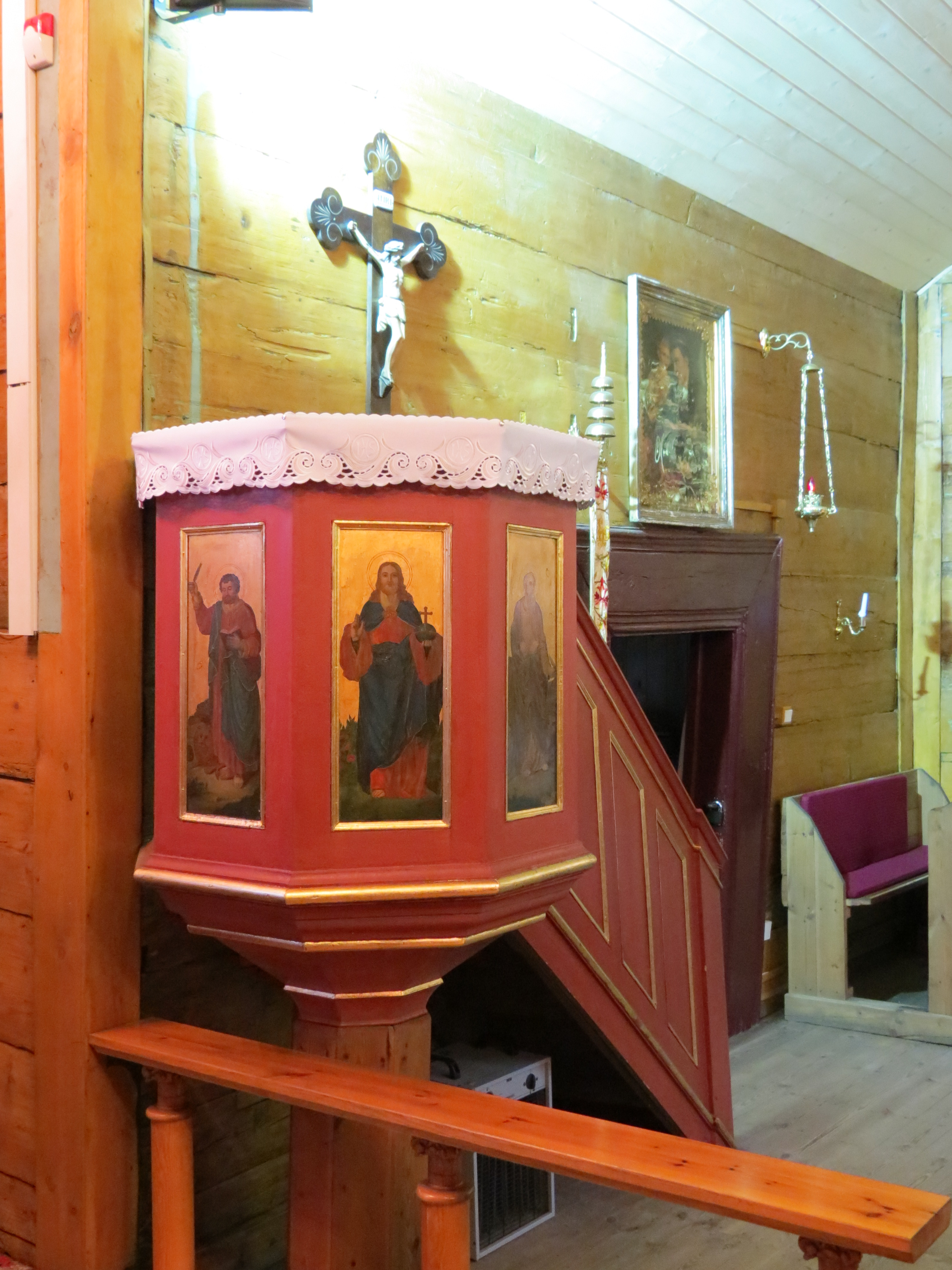
Ambon
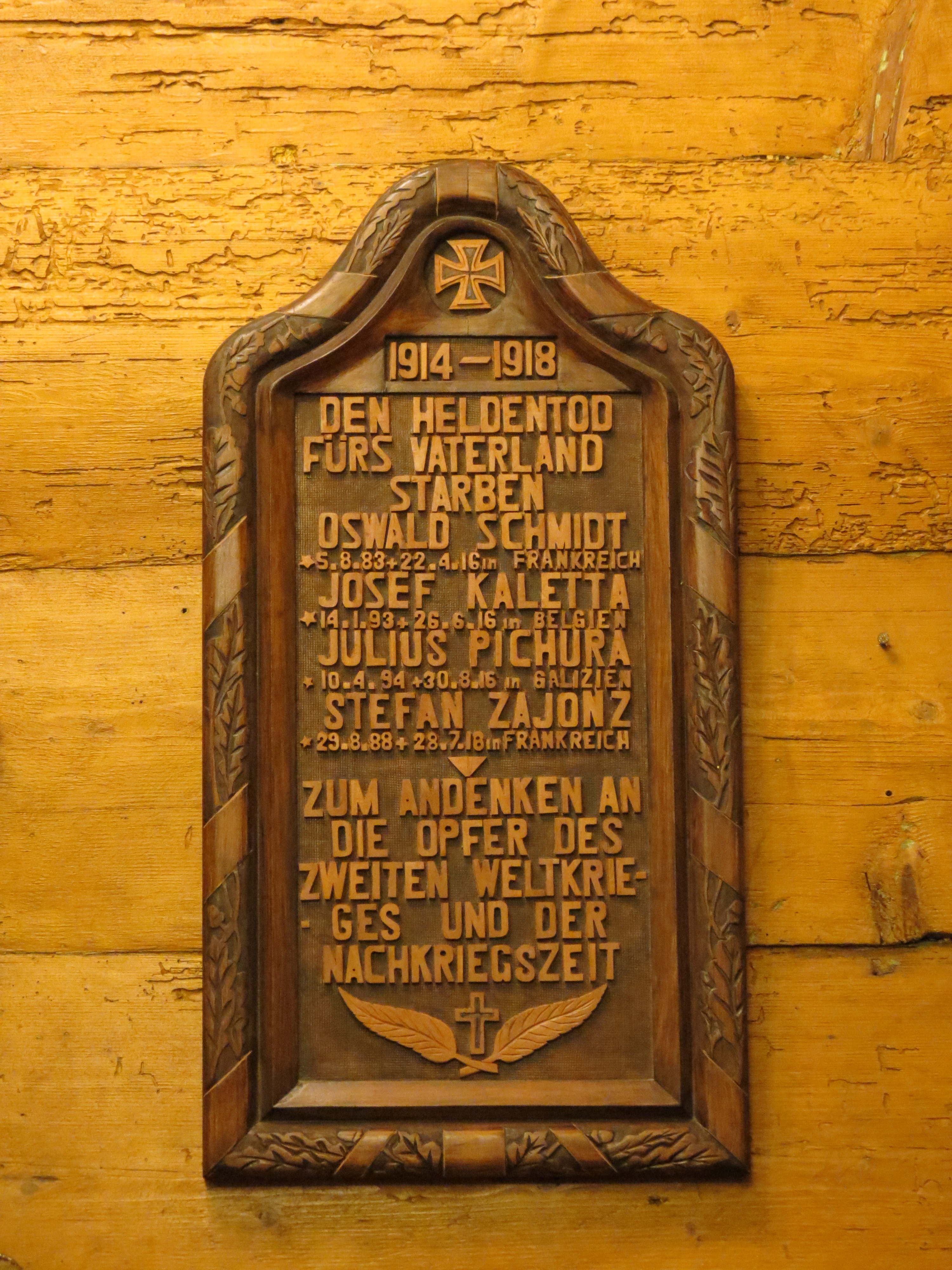
Pamětní deska
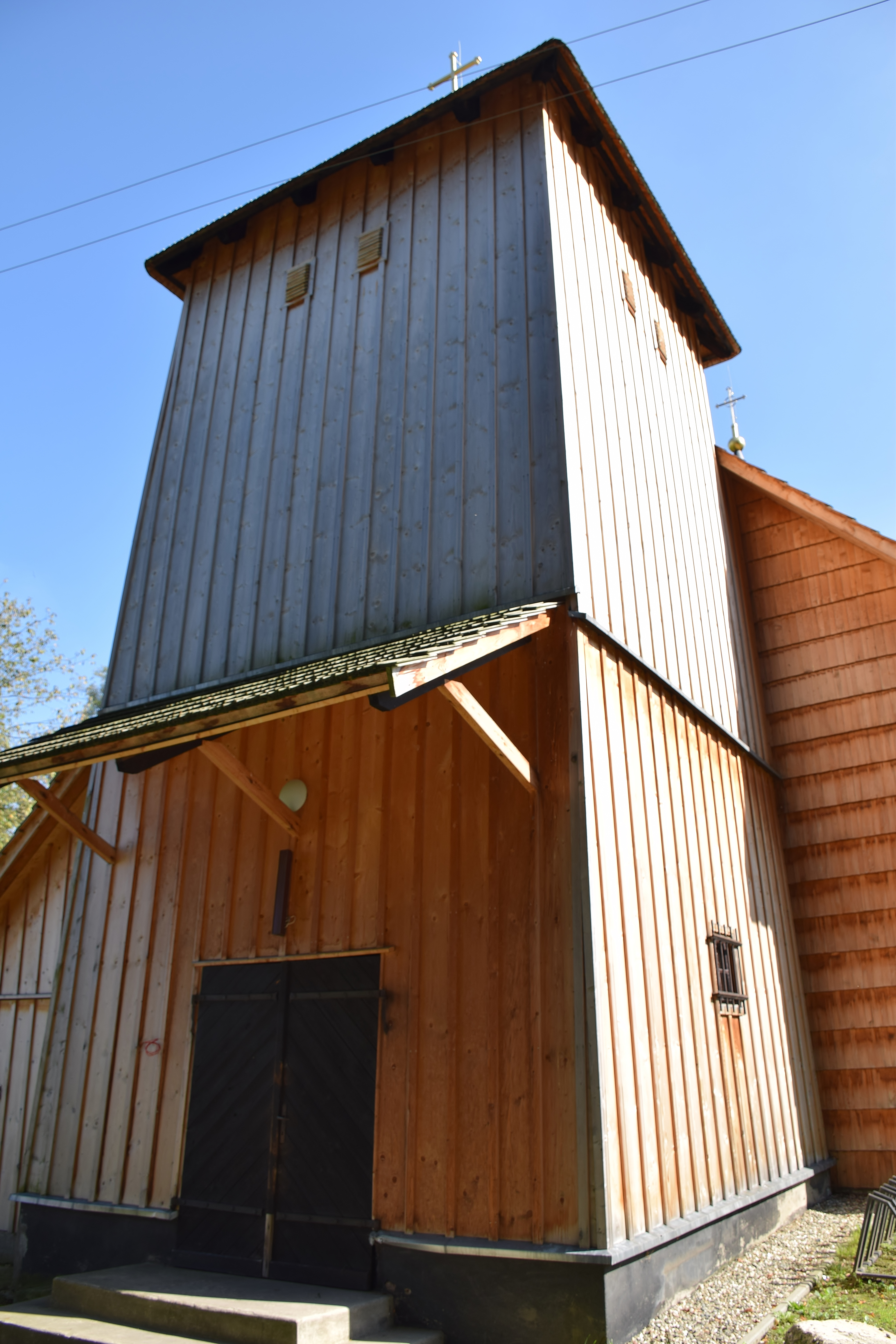
Zvonice